# Багрицкий мост
Багри́цкий мост — однопролётный автомобильный мост из балочных железобетонных конструкций через реку Сетунь, находится на трассе улицы Багрицкого. Мост долгое время был безымянным, современное название получил 25 марта 2009 года по одноимённой улице в честь советского поэта Эдуарда Георгиевича Багрицкого.
По данным Правительства Москвы от 2017 года, на ул. Багрицкого планируется реконструкция дорожного полотна и строительство нового моста через Сетунь.